# Operação Viper
Operação Viper foi uma campanha militar dos Estados Unidos no distrito de Baghran, província de Helmand, no Afeganistão, iniciada em 10 de Fevereiro de 2003. O objectivo da Operação Viper era que os EUA realizassem buscas em vilas e recuperassem depósitos de armas e outros materiais de guerra deixados pelas forças do Talibã e da Al Qaeda.